# 투 올드 투 다이 영
《투 올드 투 다이 영》(영어: Too Old to Die Young)은 2019년 6월 14일 프라임 비디오에서 공개된 미국의 범죄 드라마 미니시리즈이다.

## 개요
로스앤젤레스 경찰국 소속인 부패한 30살 경관 마틴 존스는 자신이 죽였던 여성의 아들인 헤수스 로하스에게 파트너 래리가 총살된 후 문명이 멸망하고 악이 번성할 미래가 임박한 가운데 살인, 고문, 파시즘, 소아성애자, 멕시코 갱단, 러시안 마피아, 야쿠자가 들끓는 진창 속으로 빨려들어간다.

## 출연
주연
- 마일스 텔러 - 마틴 존스 역
- 아우구스토 아길레라 - 헤수스 로하스 역
- 크리스티나 로들로 - 야리트사, 헤수스의 삼촌을 돌보는 간호사 "죽음의 사제" 역
- 넬 타이거 프리 - 제이니 카터, 마틴의 17살 여자친구 역
- 존 호크스 - 비고 라슨, 불치병에 걸린 전 FBI 요원 역
- 제나 멀론 - 다이애나 디영, 예지력 등 신비한 힘이 있는 치료사 역

조연
- 윌리엄 볼드윈 - 시오 카터 역
- 캘리 허낸데즈 - 어맨다, 래리의 정부 역
- 뱁스 올루산모쿤 - 데이미언, 갱단 두목 역
- 하트 보크너 - 부서장 역
- 조애나 캐시디 - 엘로이즈 역
- 로버토 어과이어 - 미겔, 헤수스의 사촌 역
- 맥신 반스 - 리베카 길킨스 역
- 제임스 어배니액 - 스티비 크로킷 역
- 고지마 히데오 - 암살자 역
- 캘런 멀비 - 키스 레드퍼드 역
- 랜스 그로스 - 래리 역